# Autoportret w okularach (Goya, 1800)
Autoportret w okularach (hiszp. Autorretrato con gafas) – obraz olejny hiszpańskiego malarza Francisca Goi (1746–1828).
Podczas swojego długiego życia Goya wykonał wiele autoportretów – przynajmniej piętnaście jest uznawanych za autorskie, w sumie jest ich ponad trzydzieści. Używał różnych technik: malarstwa, grawerstwa i rysunku. Przedstawiał się także na różne sposoby, np. klasycznie przed sztalugami z atrybutami malarza: Autoportret w pracowni i na wzór Velázqueza i jego Panien dworskich ze swoimi ważnymi klientami: Rodzina Karola IV, Rodzina infanta don Luisa czy Hrabia Floridablanca. Pojawia się także w scenie religijnej Kazanie świętego Bernardyna ze Sieny przed Alfonsem Aragońskim, rodzajowej La novillada (Walka młodych byków), na rysunku ze swoją muzą księżną Albą czy na Autoportrecie z doktorem Arrietą namalowanym jako wotum dziękczynne. Istnieje również kilka podobizn Goi wykonanych przez innych artystów, m.in. przez Vicentego Lópeza (Portret Goi w wieku osiemdziesięciu lat).
W czasie kiedy powstał ten autoportret Goya miał już przynajmniej 50 lat. Nosi okulary prawdopodobnie z powodu choroby przebytej w 1792, która nie tylko pozostawiła go głuchym, ale także pogorszyła wzrok. Ma na sobie elegancki kaftan w zielonym kolorze i biały krawat zawiązany pod szyją. Białe akcenty na guzikach ożywiają kompozycję na ciemnym tle. Gęste, siwe włosy zaczesane do tyłu odsłaniają szerokie bokobrody. Malarz spogląda na widza poważnym i zmęczonym spojrzeniem. Niektórzy krytycy zauważają, że ten autoportret jest bardzo podobny do podobizny malarza z obrazu Rodzina Karola IV z 1800.
Autoportret, znany w dwóch wersjach, znajduje się we francuskich zbiorach Musée Goya w Castres oraz w Musée Bonnat-Helleu w Bajonnie.

## Proweniencja
Francuski malarz Marcel Briguiboul, który studiował w Hiszpanii, w 1881 kupił w Madrycie trzy prace Goi od José Antonia Teradillos: Autoportret w okularach, Portret Francisca del Mazo i Radę Kompanii Filipin. Syn francuskiego artysty, Pierre Briguiboul, przekazał te i inne dzieła sztuki ze swojej kolekcji do Muzeum Goi w Castres w latach 1893–1894.